# Martin Damm (Tennisspieler, 2003)
Martin Damm (* 30. September 2003 in Bradenton, Florida) ist ein US-amerikanischer Tennisspieler.

## Karriere
Der Sohn des tschechischen Tennisspielers Martin Damm Sr. Martin Damm Jr. wurde in Florida geboren. Auf der ITF Junior Tour schaffte er mit 15 Jahren bei seinem zweiten Grand-Slam-Turnier, den French Open direkt den Einzug ins Halbfinale, wo er dem späteren Sieger Holger Rune unterlag. Auch in Wimbledon verlor er erst im Halbfinale gegen den späteren Turniersieger Shintarō Mochizuki. Mit seinem Doppel-Stammpartner Toby Kodat stand er zudem im Halbfinale des Doppels. In der Junior-Weltrangliste erreichte er nach Wimbledon mit Rang 4 seinen Bestwert. Bis 2021 war er noch als Junior spielberechtigt.
Bei den USTA Boys 18s National Championships, den Meisterschaften der Unter-18-Jährigen, gewann Damm mit Kodat im Herbst durch den Turniersieg eine Wildcard für die US Open. Dort konnten sie zum Auftakt die Paarung aus Mitchell Krueger und Tim Smyczek besiegen. Damit wurde die Paarung zum jüngsten Team mit einem Hauptfeldsieg der US-Open-Geschichte. In der zweiten Runde unterlagen sie Kevin Krawietz und Andreas Mies. Durch die Weltranglistenpunkte stieg Damm im Doppel bis auf Platz 431 der Welt.